# Qiu Miaojin
Miaojin Qiu (caratteri cinesi: 邱妙津, pinyin: Qīu Miàojīn; Contea di Changhua, 29 maggio 1969 – Parigi, 25 giugno 1995) è stata una scrittrice taiwanese.
Psicologa, scrittrice e attivista, Qiu Miaojin è stata leader della comunità queer taiwanese. «Trasferitasi a Parigi per ultimare i suoi studi, morì suicida pugnalandosi a soli 27 anni. In patria, venne dato moltissimo risalto al gesto e alla sua figura, divenuta una vera e propria icona delle lotte per l’uguaglianza».

## Opere

### Romanzi
- Notas del coccodrillo (鱷魚手記 Èyú shǒujì, 1994)
- Ultime lettere da Montmartre (蒙馬特遺書 Méngmǎtè yíshū, 1996; traduzione italiana di Silvia Pozzi, Calabuig, Milano 2016)

### Diari
- Diario 1989–1995 (邱妙津日記 Qīu Miàojīn rìjì, 2007)